# Robert Casadesus

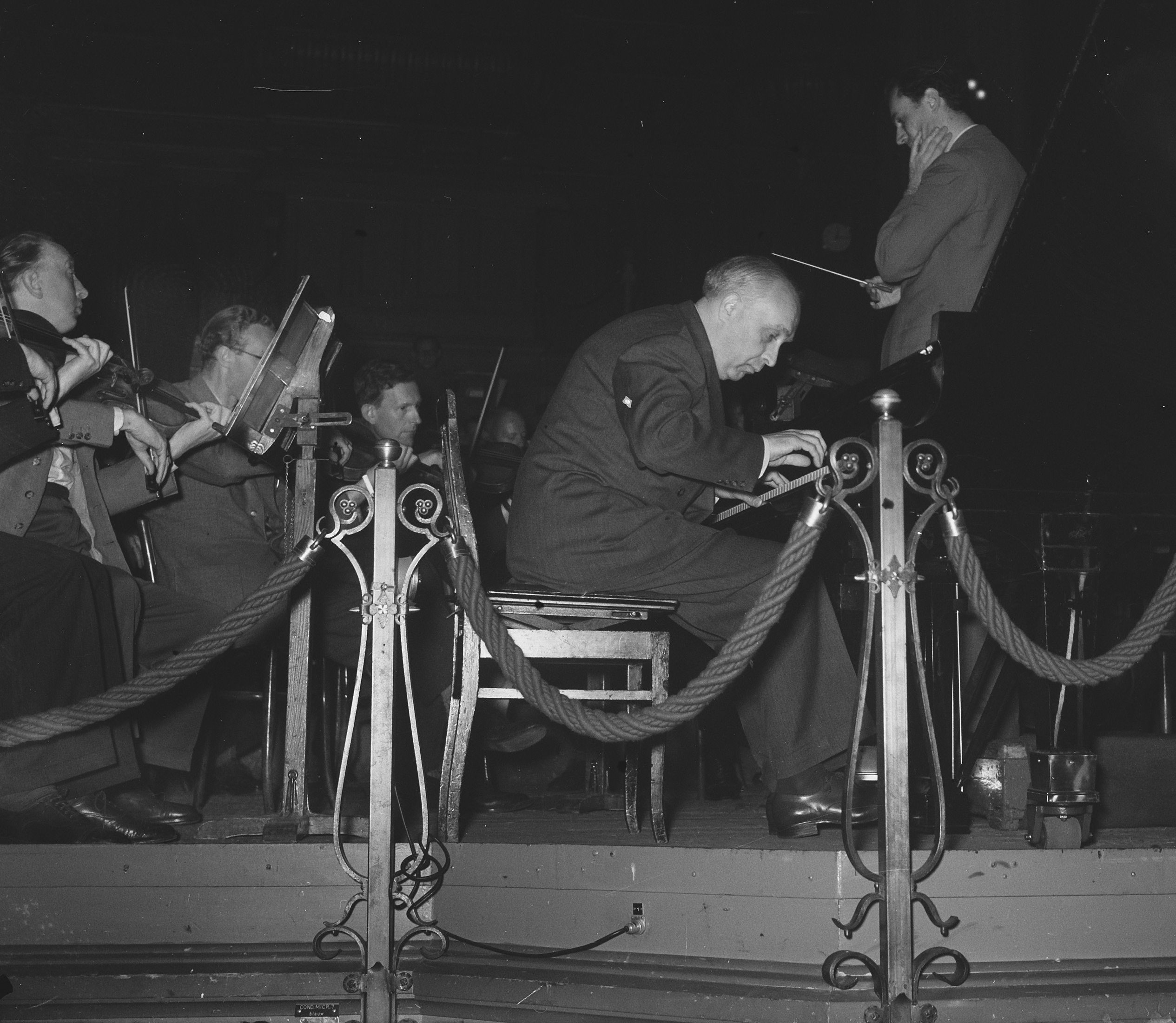
Casadesus (1951)

Robert Casadesus (7 de abril de 1899 - 19 de setembro de 1972) foi um pianista e compositor francês.

## Vida
Nasceu em Paris e estudou no Conservatório de Paris com Louis Diémer, vencendo o premier prix em 1913 e o Prix Diémer em 1920. A partir de 1922 colaborou com Maurice Ravel num projeto para compilar listas de várias obras para piano enquanto partilhava cenários com o compositor em França, Espanha e Inglaterra. 
Como solista fez muitas digressões e apareceu nos cinco continentes, tocando frequentemente com a sua mulher, a pianista Gaby Casadesus, com quem casou em 1921. Entre os seus alunos estiveram Claude Helffer e Monique Haas. A partir de 1935 ensinou no American Conservatory em Fontainebleau e passou os anos da Segunda Guerra Mundial nos Estados Unidos da América. 
O seu estilo de tocar era clássico e contido. É especialmente conhecido por ter sido um dos melhores intérpretes de Mozart de todos os tempos. Entre as suas outras gravações elogiadas encontram-se as de música de Ravel, e as Sonatas para violino e piano de Beethoven com Zino Francescatti (das quais foi filmada a Sonata Kreutzer).
Casadesus tocou com Gaby e o filho Jean interpretações exemplares dos concertos para 2 e 3 pianos de Mozart. Gravaram estas obras com a Orquestra Sinfónica de Colúmbia e a Orquestra de Cleveland dirigidas por George Szell, bem como com a Orquestra de Filadélfia dirigida por Eugene Ormandy.

## Criações
Suas criações como artista:
- Fantaisie pour piano et orchestre de Gabriel Fauré (1921)
- Sonate pour alto et piano d'Arthur Honegger (1920), avec Henri Casadesus,
- Sonatine V, alla francese, op.22 de Maurice Emmanuel (1925), dont il est le dédicataire,
- Sonate pour violon et piano de Guy Ropartz (1927) avec Georges Enesco,
- Trois pièces pour piano op. 49, d'Albert Roussel (1934), dont il est le dédicataire.

Arthur Honegger lui a dédié la dernière de ses Sept Pièces brèves (1920).

## Trabalhos
Como compositor, ele escreveuː

### Orquestra
- 7 sinfonias
  - Primeira sinfonia, op. 19
  - Segunda sinfonia, op. 32
  - Terceira sinfonia, op. 41
  - Quarta sinfonia, op. 50
  - Quinta sinfonia em nome de Haydn, op. 60
  - Sexta sinfonia, op. 66
  - Sétima sinfonia com coro "Israel", op. 68
- 3 suítes orquestrais
  - Primeira suíte, op. 11
  - Segunda suíte, op. 26
  - Terceira suíte no nome de Rameau, op. 33

### Concertos
- 3 concertos para piano
  - Concerto para piano, nº 1, op. 7
  - Concerto para piano, nº 2, op. 37
  - Concerto para piano, nº 3, op. 63
- Concertstück para piano e orquestra de câmara, op. 27
- Concerto para dois pianos, op. 17
- Capriccio para piano e orquestra de cordas, op. 49
- Concerto para três pianos e orquestra de cordas, op. 65
- Concerto para violino, op. 15
- Concerto para flauta e orquestra de câmara, op. 35
- Concerto para violoncelo, op. 43

### Música de câmara
- 4 quartetos de cordas
  - Primeiro quarteto de cordas, op. 13
  - Segundo Quarteto de Cordas, Op. 29
  - Terceiro Quarteto de Cordas, Op. 46
  - Quarto quarteto de cordas, op. 55
- Introdução e polonaise para piano e violoncelo, op. 4
- Primeiro trio para piano, violino e violoncelo, op. 6
- Primeira sonata para violino e piano, op. 9
- Quinteto para harpa, flauta, violino, viola e violoncelo, op. 10
- Sonata para piano e viola, op. 12
- Quinteto para piano e cordas, op. 16
- Sonata para flauta e piano, op. 18
- Duas peças para harpa, op. 20
- Sonata para piano e violoncelo, op. 22
- Sonata para piano e clarinete ou oboé, op. 23
- Três intermezzi para quinteto de sopros, op. 24
- Trio de cordas, op. 25
- Concertstück para piano e orquestra de câmara, op. 27
- Quarteto para piano e cordas, op. 30
- Segunda sonata para violino e piano, op. 34
- Suíte para dois violinos solo, op. 39
- Trio para oboé, clarinete e fagote, op. 42
- Nonetto para piano, quarteto de cordas e quarteto de sopros, op. 45
- Hommage à Chausson para piano e violino, op. 51
- Segundo trio para piano, violino e violoncelo, op. 53
- Sexteto para piano e quinteto de sopros, op. 58
- Fantasia para flauta e piano, op. 59
- Duas peças para fagote e piano, op. 61
- Septeto para cordas, op. 64

### Música para piano
- 4 sonatas
  - Primeira sonata, op. 14
  - Segunda sonata, op. 31
  - Terceira sonata, op. 44
  - Quarta sonata, op. 56
- Viagem imaginária, op. 1
- Vinte e quatro prelúdios, op. 5
- Três canções de ninar, op. 8
- Eight Studies , op. 28
- Toccata, op. 40
- Variações, op. 47 (após o Tributo a Debussy por M. De Falla )
- Seis crianças, op. 48
- Suite, op. 52
- Três danças, op. 54
- Três canções de ninar, op. 67
- Impromptu, op. 67

### Música para dois pianos
- Seis peças, op. 2
- Três Danças Mediterrâneas, Op. 36
- Canção para a Libertação de Paris, op. 38
- Sonata, op. 62